# Cristina Perincioli
Cristina Perincioli (Berna, 11 novembre 1946) è una regista, scrittrice e attivista svizzera, produttrice multimediale e autrice web svizzera. Vive a Berlino dal 1968.

## Vita e carriera
Cristina Perincioli è nata a Berna, in Svizzera, come terzogenita dello scultore Marcel Perincioli e di sua moglie Hélène Perincioli-Jörns, un'artista della tessitura a mano ed è la nipote dello scultore bernese Etienne Perincioli. Nel 1968, Cristina Perincioli si trasferisce a Berlino per studiare alla Deutsche Film- und Fernsehakademie di Berlino. Questo l'ha motivata a indirizzarsi verso i film documentari (Nixonbesuch und Hochschulkampf, Besetzung und Selbstverwaltung eines Studentenwohnheims, Kreuzberg gehört uns, Frauen hinter der Kamera) e lungometraggi. La sua docufiction su uno sciopero delle donne, For Women: Chapter 1, del 1971 è uno dei primi contributi al cinema femminile nella Germania occidentale; il film ha vinto il "Premio dei giornalisti cinematografici" al Festival internazionale del cortometraggio di Oberhausen nel 1972. Harun Farocki scrive:
Nel 1969 è stata attiva nella rivista anarchica agit 883, co-fondatrice sia del movimento lesbico nel 1972 e 1973 del primo "Centro per le donne" alla Kreuzberger Hornstrasse 2, e nel 1977 del Frauennotrufs, tutti a Berlino Ovest. Nel 1975 scrive con la sua compagna Cäcilia Rentmeister la sceneggiatura del primo lungometraggio su una relazione lesbica prodotto per la televisione tedesca ("Anna und Edith", ZDF/Secondo canale televisivo tedesco).
Nel 1977 Perincioli ha fondato la Sphinx Filmproduktion GmbH, con Marianne Gassner come responsabile di produzione. Anche la fiction documentaria Die Macht der Männer ist die Geduld der Frauen (ZDF/Secondo canale televisivo tedesco, 1978) viene trasmessa a livello internazionale.
Da un'intervista a Perincioli:
Michael Althen ha descritto nel 2008 nella Frankfurter Allgemeine Zeitung le funzioni e gli effetti del film come "... una finzione documentaria in cui i residenti del primo rifugio per donne di Berlino ripetono e commentano le loro esperienze con la violenza domestica. Non si tratta di un destino individuale, ma di schemi ricorrenti di violenza e rimpianto da parte degli uomini, di colpa e vergogna da parte delle donne, di esperienze umilianti negli uffici e di tutti i circoli viziosi delle dipendenze sociali ed emotive. Il film è più forte quando articola il silenzio dell'ambiente sociale e la mancanza di coraggio morale".
Perincioli ha pubblicato come autrice radiofonica e scrittrice. Ispirata dalla ricerca a Londra e Harrisburg, ha contribuito al dibattito pubblico e alla sensibilizzazione sulla violenza domestica.
Dal 1990 ha sviluppato lo storytelling interattivo e, su questa base, un primo gioco di avventura con video interattivo (1992), e ha creato sette serious games per computer per lo spazio pubblico ("Laut ist out“, "Ach die paar Tropfen“, "Weiblich, männlich – und dazwischen“, "Kulturtester Rebellion").
Ha insegnato produzione cinematografica al KIMC Kenya Institute of Mass Communication di Nairobi, all'Universität der Künste Berlin, e Computer Animation alla Deutsche Film- und Fernsehakademie Berlin, alla Scuola del cinema di Potsdam- Babelsberg e all'Accademia Merz di arte e design di Stoccarda, e multimedia design alla Scuola di Design di Berna e a quella di Basilea fino al 1997.
Dalla fine degli anni '90 in poi, Perincioli si è avventurata a utilizzare media interattivi per "questioni delicate" come la violenza sessuale e domestica; ha creato - impiegando metodi user-friendly come il discovery learning - piattaforme web pluripremiate per la comprensione, la consulenza e la prevenzione della violenza, finanziate dalla Deutsche Bundesstiftung Umwelt-DBU, dalla Stiftung Deutsche Jugendmarke, dal Daphne Program della Commissione europea e dal Ministero tedesco per la famiglia, gli anziani, le donne e la gioventù.
Nel 2015, il nuovo libro di Cristina Perincioli Berlin wird feministisch. Das Beste, era von der 68er Bewegung blieb è stato pubblicato in Germania in cui descrive gli inizi del Secondo Movimento femminile tedesco negli anni rivoluzionari 1968-1974 a Berlino Ovest. Attraverso una grande quantità di documenti, 80 fotografie, riflessioni e interviste a 28 attiviste femministe, mostra da dove lei e le sue colleghe hanno tratto le loro idee, così come la furia e la forza di cui avevano bisogno per mettere in pratica queste idee. Perincioli considera anche gli inizi del movimento delle donne come un esempio di come la modernizzazione della società sia stata avviata da azioni "democratiche dirette".
Secondo Sonya Winterberg il libro mostra che il Secondo movimento femminile tedesco ha "molte madri":
Claire Horst sottolinea anche il nuovo "sguardo dietro le quinte":

## Premi
Nel 1972 Perincioli riceve il "Premio dei giornalisti cinematografici" al Festival Internazionale del Cortometraggio di Oberhausen per il suo film  For Women: Chapter 1 trasmesso alla Deutsche Film- und Fernsehakademie di Berlino.
Miglior punteggio per il CD-ROM "Save Selma" (Serious Game: prevenzione per i bambini in materia di abusi sessuali) in "Software For Children" -Ratings 1999 e 2000 di Feibel.
Per la sua piattaforma web "www.4uman.info" per la prevenzione della violenza nelle relazioni (in inglese e tedesco), Perincioli ha ricevuto nel 2005 alla 6ª giornata della Prevenzione del crimine a Berlino 2005 il Premio Securitas per il "carattere innovativo del sito nella prevenzione della violenza".
Il suo sito web www.spass-oder-gewalt.de sulla prevenzione della violenza sessuale tra i giovani nel 2007 ha ricevuto il Thüringer Frauenmedienpreis.

## Lavori

### Film
- Striking my Eyes, Berna (1966)
- Nixonbesuch und Hochschulkampf (Wochenschaugruppe) (1968)
- Besetzung und Selbstverwaltung eines Studentenwohnheims (con Gisela Tuchtenhagen) (1969)
- Für Frauen 1. Kapitel, (sceneggiatrice, regista) docufilm (1971)
- Kreuzberg gehört uns (cameraman) (1972)
- Frauen hinter der Kamera (coautrice) (1972)
- Anna und Edith (libro, insieme a Cäcilia Rentmeister), Spielfilm, ZDF (1975). Pubblicato su DVD da Edition Salzgeber.
- Die Macht der Männer ist die Geduld der Frauen (sceneggiatrice, regista, produttrice) lungometraggio/docufilm, ZDF (1978). Auf DVD neu publiziert
- Population Explosion, KIMC Nairobi/Kenya (1985)
- Mit den Waffen einer Frau (1986)

### Scrittura (selezione)
- Interviews zu "Gewalt in der Ehe: Mißhandlung“ (Deutschland) sowie Bericht und Interviews zum "Leben im Frauenhaus in England" in: Sarah Haffner (a cura di) in Gewalt in der Ehe – und was Frauen dagegen tun ( "Violenza domestica - e cosa fanno le donne al riguardo") Wagenbach, Berlino 1976
- Die Frauen von Harrisburg, oder: „Wir lassen uns die Angst nicht ausreden, Rowohlt, Reinbek 1980, ulteriori edizioni 1986, 1991. Tiratura totale libraria 20.000.000
- Auge und Ohr – Computer und Kreativität. Ein Kompendium für Computergrafik, -Animation, -Musik und Video, coautorice Cäcilia Rentmeister, DuMont, Colonia 1990
- "Anarchismus – Lesbianismus – Frauenzentrum. Warum mußte die Tomate so weit fliegen?" In: Fondazione Heinrich Boell e Istituto femminista (HGIN): Wie weit flog die Tomate?, Boell, Berlino 1999.
- Berlin wird feministisch. Das Beste, was von der 68er Bewegung blieb, Querverlag, Berlino 2015.

### Siti web
- femministberlin1968ff.de. - Versione inglese completa del libro Berlin wird feministisch di Cristina Perincioli . Anarchismus – Lesbianismus – Frauenzentrum. Warum mußte die Tomate so weit fliegen?, Berlino 2015
- www.save-selma.de. - Strategie di esenzione dall'abuso sessuale. Per giovani persone
- www.gewaltschutz.info. - Informazioni per le vittime di violenza domestica e per i consulenti. Sito web in sette lingue: inglese, tedesco e altre cinque lingue
- www.ava2.de. - "Premio anti-violenza": informazioni, strumenti e video per nuovi metodi di intervento nella violenza domestica, assistenza più efficace e programmi per autori di reato, per polizia, assistenza sanitaria e sociale, consigli e rappresentanti delle donne
- www.4uman.info. - Violenza nelle relazioni: sensibilizzazione e informazione per gli uomini. In inglese e tedesco
- www.spass-oder-gewalt.de. - Prevenzione della violenza sessuale tra i giovani: piattaforma di apprendimento per i giovani
- www.weiss-die-geiss.de. - Wiki tri-nazionale del latte di capra
- www.perincioli.ch. - Scultori Perincioli. 100 anni di vita e lavori a Berna, Svizzera - Opere, biografie, documenti e accoglienza di Etienne e Marcel Perincioli

### Audiovisivo
- Film documentario su C. Perincioli e U. Sillge, di Anke Schwarz, Sandra (Luka) Stoll und Roman Klarfeld, Das Burlebübele mag I net, Berlino 2008